# Ріхард Брауер
Ріхард Брауер (10 лютого 1901, Шарлоттенбург — 17 квітня 1977, Белмонт, Массачусетс) — німецько-американський математик.

## Ранні роки
Річард Брауер народився у родині торговця виробами зі шкіри Макса Брауера та його дружини Ліллі Керолайн. Він був наймолодшим із трьох дітей. Його старший брат Альфред також став математиком.
З 1907 по 1918 рік Ріхард Брауер відвідував школу кайзера Фрідріха в Шарлоттенбурзі, який був тоді незалежною громадою неподалік Берліна. Ще в шкільний час у Ріхарда прокинулась пристрасть до математичних проблем, на що мав чималий вплив його старший брат.
Останні чотири роки навчання в школі припало на Першу світову війну, але Брауер був надто молодим, щоб його призвали до війська. По закінченню школи у вересні 1918 року його використовували лише для громадських робіт у Берліні, а вже в листопаді — після закінчення війни — він зміг продовжити навчання.

## Початок досліджень
В лютому 1919 року, наслідуючи свою дитячу мрію стати винахідником, Ріхард почав навчання в Технічному університеті Шарлоттенбурга та продовжив його в Технічному університеті Берліна. Але вже через один семестр він помітив, що теоретичний напрямок приваблює його набагато сильніше, ніж практичне. Тому він вступив до Університету кайзера Вільгельма в Берліні.
У той час у Берлінському університеті викладали деякі з найважливіших вчених: Людвіг Бібербах, Костянтин Каратеодорі, Альберт Ейнштейн, Конрад Кнопп, Ріхард фон Мізес, Макс Планк, Ерхард Шмідт, Іссай Шур і Габор Сего.
Сам Брауер так описує лекції Шмідта:
|  | Нелегко описати їхнє захоплення. Коли Шмідт сидів перед дошкою, він ніколи не конспектував і рідко був добре підготовлений. Він створював враження, що він розвиває теорію прямо тут і зараз |

За традицією німецькі студенти навчаються за обміном, тож Брауер також залишив Берлін. Він навчався один семестр у Фрайбурзькому університеті, а потім повернувся до Берліна. Тут він відвідував семінари Бібербаха, Шмідта та Шура. Тепер його все більше і більше тягнуло до алгебри, як це було представлено Шуром на його семінарах:
|  | [Щур] завжди був добре підготовлений у своєму навчанні та дуже швидко викладав. Якщо ви не були постійно уважні, ви швидко втратили контекст. Часу на конспектування було мало, це доводилося робити вдома... Він проводив щотижневі заняття, і майже кожного разу це було складне завдання. Деякі з цих проблем вже використовував його вчитель Фробеніус. Іноді він згадував проблеми, які не міг вирішити сам |

Фактично, це була одна з тих відкритих проблем математики, яку Річард і його брат змогли вирішити в 1921 році в першій науковій публікації. Також Шур запропонував тему для дисертації Брауера. Вона стосувалася алгебраїчного підходу до характеристики незвідних уявлень дійсної ортогональної групи. Річард Брауер за цю роботу в 1926 році отримав ступінь доктора. 
Перед отриманням докторського ступеня Брауер влаштувався асистентом Конрада Кноппа в Кенігсберзі та одружився з однокурсницею Ільзою Каргер. Восени 1925 року він обійняв свою посаду в Східній Пруссії. Однак незабаром після прибуття Кнопп пішов до Тюбінгенського університету, а оскільки факультет математики в Кенігсберзі був невеликим, у Брауера було багато завдань і свободи. Окрім Брауера, було два професори, Габор Сеґо та Курт Райдемейстер, та два асистенти. Брауер викладав у Кенігсберзі до весни 1933 року, коли після приходу нацистів до влади він втратив роботу і був змушений виїхати за кордон, де його прийняли з вдячністю.
У 1932 році разом з Гельмутом Гассе та Еммі Нетер він опублікував важливу теорему в арифметичній теорії алгебр (теорема Брауера-Хассе-Нетера), змагаючись із одночасними спробами американських математиків.

## Робота в США
Брауер спочатку поїхав до Лексінгтона лише на рік. Після цього він став помічником Германа Вейля, що відповідало бажанню Брауера протягом тривалого часу. У 1935 році вони обидва опублікували спільну статтю про Спінора в Американському журналі математики. Це есе сформувало математичну основу для концепції Дірака про спін електрона в квантовій механіці.
Восени 1935 року Брауер був призначений на постійну посаду доцента в Торонтський університет за рекомендацією Еммі Нетер. Саме тут Брауер розробив деякі зі своїх найбільш вражаючих теорій, перевівши роботу Фердинанда Георга Фробеніуса в новому напрямку. Разом з К. Несбіттом він розвинув теорію блоків, за допомогою якої отримав результати для скінченних груп, зокрема скінченних простих груп. 
Після року в Університеті Вісконсіна, 1941, він повернувся назавжди до США в 1948 році, до Мічиганського університету в Енн-Арбор. У 1949 році він отримав бажану премію Коула Американського математичного товариства за свою роботу «Про L-серію Артіна із загальними груповими ознаками», яку він опублікував у 1947 році в «Американському журналі математики». У 1954 році він прочитав пленарну лекцію на Міжнародному конгресі математиків в Амстердамі (Про структуру груп кінцевого порядку).
У 1951 році він отримав пропозицію від Гарвардського університету, яку він прийняв у 1952 році. Тут він залишався до свого виходу на пенсію в 1971 році. У Гарварді він почав класифікувати всі кінцеві прості групи. Першим кроком була теоретико-групова характеристика PSL(2,q). Тепер Брауер присвятив решту свого творчого часу класифікаційній роботі. Однак він помер за кілька років до того, як цей проект досяг попереднього завершення.
У 1954 році Брауер був обраний до Американської академії мистецтв і наук, у 1955 році до Національної академії наук, у 1965 році до Геттінгенської академії наук і в 1974 році до Американського філософського товариства. У 1963 році він став почесним членом Лондонського математичного товариства. У 1970 році він був запрошений доповідачем на Міжнародному конгресі математиків у Ніцці (Блоки символів) і в 1962 році в Стокгольмі (Про кінцеві групи парного порядку).
Ріхард Брауер і Роберт М. Тралл висунули важливі гіпотези в модульній теорії. Одну згодом довів А. В. Ройтер у 1968 році, а пізніше Моріс Ауслендер, інша досі залишається відкритою.

## Редакційна робота
Окрім роботи в університеті, він знаходив час працювати редактором численних журналів:

## Основні праці
- On the modular representations of groups of finite order, University of Toronto Press 1937
- Paul Fong, Warren J. Wong (Hrsg.): Richard Brauer – Collected Papers, MIT Press 1980